# Félicien Mallefille
Jean Pierre Félicien Mallefille, född den 3 maj 1813 på Mauritius, död den 24 november 1868 i Bougival, var en fransk författare.
Mallefille fick sin bildning i Paris och vann tidigt framgång med dramer och romaner. Bland de förra märks Glenarvon (1835), Le paysan des alpes (1837; "Fiat justitia!", uppförd 1853) samt lustspelen Le coeur et la dôt (1852; "Kärlek och pengar", uppförd 1853) och Les sceptiques (1867). Av hans romaner kan nämnas Le collier (1845), Les mémoires de Don Juan (1852) och La confession du Guacho (1868). Han var 1848-49 chargé d'affaires i Lissabon.

## Fotnoter
1. 1 2  SNAC, SNAC Ark-ID: w69w1xnn, läs online, läst: 9 oktober 2017.[källa från Wikidata]
2. ↑  Gemeinsame Normdatei, läst: 22 december 2014.[källa från Wikidata]
3. ↑  Gemeinsame Normdatei, Deutsche Nationalbibliotheks katalog-id-nummer: 1166954637749153-1, läst: 8 mars 2015.[källa från Wikidata]